# ثيودور فون براند
ثيودور فون براند (بالإنجليزية: Theodor von Brand؛ بالألمانية: Theodor von Brand) هو أحيائي أمريكي وألماني، ولد في 22 سبتمبر 1899، وتوفي في 19 يوليو 1978.